# Striatojonesia
Striatojonesia is een geslacht van uitgestorven kreeftachtigen uit de klasse van de Ostracoda (mosselkreeftjes).

## Soorten
- Striatojonesia fusiformis (Drexler, 1958) Schornikov, 1990 †
- Striatojonesia multistriata (Michelsen, 1975) Schornikov, 1990 †
- Striatojonesia striata (Triebel & Bartenstein, 1938) Schornikov, 1990 †